# Летучий шотландец (фильм, 2006)
«Летучий шотландец» (англ. The Flying Scotsman) — британский фильм-драма 2006 года, основанный на биографии шотландского велосипедиста-любителя Грэма Обри. Фильм охватывает период жизни Обри, когда он установил, потерял и снова установил мировой рекорд часовой езды. Режиссёр фильма — Дуглас Макиннон. В роли Обри снялся Джонни Ли Миллер.

## Сюжет
Грэм Обри (Джонни Ли Миллер), страдающий от тяжелого биполярного расстройства, едет на велосипеде в лес, чтобы совершить самоубийство. Воспоминания о детстве показывают, что будущий спортсмен подвергся в школе физическому насилию со стороны других учеников, что нанесло ему серьёзную психологическую травму. Однажды родители дарят Обри велосипед, и зрители видят, как Обри благодаря ему спасается от хулиганов.
Взрослый Обри женат, имеет ребёнка. Помимо участия в местных гонках, он владеет не приносящим дохода веломагазином и вынужден пополнять семейный бюджет, работая курьером. Бакстер (Брайан Кокс), владелец лодочной мастерской и священник (о чём Обри не знает), дружит с атеистом Обри.
Обри решает побить часовой рекорд езды на велосипеде — преодолеть максимальное расстояние в течение часа. У него нет ни финансирования, ни велосипеда нужного качества. Но преисполненный решимости добиться успеха, он создает из металлолома и деталей стиральной машины Old Faithful, велосипед собственной конструкции, максимально заточенный под гонку. С помощью друга и менеджера Малки Макговерна (Билли Бойд) Обри планирует побить мировой рекорд на треке в Норвегии. Первая попытка оказалась неудачной, но следующим утром его ждёт успех. Победа оказывается недолговечной: Крис Бордман неделю спустя устанавливает новый рекорд. Международный союз велосипедистов (UCI) тем временем изменяет правила, чтобы не позволить Обри использовать свой экспериментальный велосипед.
В ночь после своей рекордного заезда Обри находится в тяжелой депрессии. Она усугубляется, когда Бордман побивает рекорд Обри. Столкнувшись в баре с хулиганами, которые преследовали его в школе, он полностью замыкается в себе и редко выходит из дома. Бакстер пытается дать ему совет, но Обри чувствует себя преданным, когда узнаёт, что друг является пастором местной церкви.
Обри успевает восстановиться к чемпионату мира 1993 года для участия в индивидуальной гонке преследования, в которой он снова использует велосипед собственной конструкции. Официальные лица UCI строго следуют новому постановлению и наказывают Обри за неправильную посадку, обусловленную конструкцией велосипеда. Физические и эмоциональные нагрузки берут своё, и спортсмен падает, ломая руку.
Сюжет возвращается к началу фильма. Верёвка, которую использует Обри, чтобы повеситься, рвётся. Его находит другой велосипедист, который вызывает полицию. Обри сначала сопротивляется лечению, но Бакстер рассказывает ему о жене, которая также страдала биполярным расстройством и в конечном итоге покончила с собой. По просьбе Обри его жена Энн (Лора Фрейзер), медсестра, соглашается помочь ему начать лечение.
Обри возвращается в спорт и выигрывает титул чемпиона мира. Он использует велосипед новой конструкции, предназначенный для посадки «Супермен», придуманной на замену запрещённой ранее. Позже и эта посадка запрещена UCI после того, как восемь гонщиков выиграли с ней золотые медали.

## В ролях
- Джонни Ли Миллер — Грэм Обри. Главный герой фильма. Джонни Ли Миллер присоединился к проекту в 2002 году[2] и много времени провидил с Обри, стремясь уловить манеры и характер речи прототипа своего героя[3]. Обри заменял Миллера во время некоторых велосипедных эпизодов фильма.
- Лора Фрейзер — Энн Обри. Жена Обри, когда-то выступавшая в качестве его менеджера. У Лоры Фрейзер были опасения по поводу роли жены Обри, когда Дуглас Маккиннон прислал ей автобиографию спортсмена[4]. «Я не ожидала, что мне понравится роль, так как считала, что фильм будет о спорте, — сказала Лаура, — но, начав читать книгу, полностью ей прониклась». Фрейзер первый раз играла персонажа, имевшего реальный прототип, и перед началом съемок вместе с Миллером и Обри обсуждала, как показать в фильме взаимоотношения героев.
- Билли Бойд — Малки Макговерн. Менеджер Обри. Когда Бойд получил приглашение на роль, он знал только «основные элементы» истории Обри. Бойд, будучи шотландцем, оценил хороший сценарий и считал важным помогать в популяризации шотландского кино. Благодаря съёмкам, он завязал дружеские отношения с Обри.
- Брайан Кокс — Дуглас Бакстера. Священник, помогающий Обри справиться с его демонами и концентрироваться на главной цели. Кокс, опытный актёр, перед съёмками фильма в Шотландии работал в Европе. Он описал сценарий как истории «настойчивости и страсти». Посмотрев готовый фильм, он отозвался так: «Конечный результат даже лучше, чем я ожидал — это шедевр».

## Производство

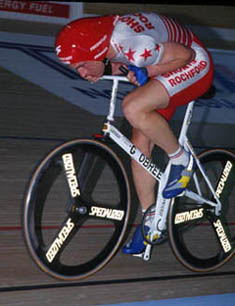
Грэм Обри на велосипеде Old Faithful собственной конструкции

Работу над «Летучим шотландцем» сценарист Саймон Роуз начал в 1994 году. Вместе с продюсером фильма «Роб Рой» Питером Броуганом и шотландским режиссёром Дугласом Маккинноном Роуз создал сценарий на основе автобиографии Обри под одноимённым названием. Однако фильм как будто преследовал злой рок, и его производство несколько раз отменялось.
В 2002 году из-за смерти ключевого американского инвестора проект был заморожен всего за несколько дней до запланированных съёмок. Совет Восточного Эршира, который первоначально выделил 5000 фунтов стерлингов финансирование, отказался предоставить дополнительные деньги, заявив, что не в нём пользы обществу. Продюсер Броуган назвал это решение «позором». Потребовалось три года, чтобы проект вернулся к исполнению. К Броугану присоединилась продюсер Дамита Никапота, которая заручилась финансированием подготовки к производству со стороны Freewheel Productions. Питер Броуган пытался уволить режиссёра Дугласа Маккиннона, но Дамита Никапота этого не допустила.
Съёмки начались 7 июля 2006 года и продолжались до 4 сентября 2006 года. Фильм снимался в основном в Голстоне (Шотландия), а виды Восточного Эршира, Глазго и велотреки Германии изображали Колумбию, Францию и Норвегию.

## Премьера
Фильм открыл 60-й Эдинбургский кинофестиваль 14 августа 2006 года, а позже получил дату выхода в широкий прокат Великобритании — 29 июня 2007 года. Первая общенациональная премьера "Летучего шотландца» состоялась в Новой Зеландии 26 апреля 2007 года, где фильм достиг второго места по кассовым сборам и оставался в Топ-8 в течение первых семи недель после выхода на экраны. Metro-Goldwyn Mayer купила права на прокат фильма в Соединенных Штатах, где он впервые был показан 29 декабря 2006 года, а ограниченный прокат начался 4 мая 2007 года.

## Отзывы
Сайт Rotten Tomatoes даёт фильму оценку 49 % на основе 53 обзоров. Вывод гласит: «Слишком быстрый темп фильма принижает масштабы достижений велосипедиста Грэма Обри, при этом не раскрывая, что им движет».
Фильм получил неоднозначные отзывы во всем мире, причем большая часть похвалы досталась на долю Джонни Ли Миллера в главной роли. Рассел Бейли, рецензент New Zealand Herald, оценил фильм в четыре звезды, отметив, что он «цепляющий, впечатляющий и вдохновляющий». Джон Дейли-Пиплз из National Business Review также похвалил фильм, назвав его «захватывающим и трогательным». Билл Цвекер из Chicago Sun-Times написал, что «смятение и победа встречаются в замечательном „Шотландце“». Цвекер также описал актёрское мастерство Миллера как «откровение». Том Кио из Seattle Times также похвалил Миллера за игру, назвав его «чрезвычайно симпатичным и привлекательным» в роли Обри. Он также высоко оценил «потрясающий актёрский состав второго плана», выделив Брайана Кокса.
Британский журнал Total Film дал фильму достаточно негативную оценку. В рецензии говорится, что ловушка депрессии Обри и «традиционная для британского кино фурнитура» (верная жена, сельские пейзажи, неуклюже-комичная помощь) получились плоскими, «уменьшая, а не повышая значимость достижений героя». The Guardian также поставила под сомнение сочетаемость комедийных аспектов фильма с проблемным состоянием главного героя. Обри показан в фильме как «непроницаемая и несимпатичная фигура» — писал рецензент Питер Брэдшоу, одновременно называя попытки побить рекорды «странно антикульминационными и бессмысленными».